# Gustavo Zamudio
Gustavo David Zamudio Veloso (* 11. April 1986 in Viña del Mar) ist ein ehemaliger chilenischer Fußballspieler. Der zentrale Mittelfeldspieler wurde 2010 chilenischer Meister.

## Karriere
Gustavo Zamudio begann seine Karriere 2005 bei CD Universidad Católica. Dort stand er bis 2012 unter Vertrag, wurde jedoch in dieser Zeit mehrfach verliehen. Außer für Klubs in Chile spielte er auch in Hongkong beim Kitchee SC und in den USA bei den Rochester Rhinos. Mit Universidad Católica gewann Zamudio die Meisterschaft 2010 und die Copa Chile 2011. 2017 beendete Zamudio seine Karriere.

## Erfolge
Universidad Católica
- Chilenischer Meister: 2010
- Chilenischer Pokalsieger: 2011